# Funicolare di Stoccarda
La Funicolare di Stoccarda (in tedesco Standseilbahn Stuttgart) è una funicolare a Stoccarda che collega Südheimer Platz a Waldfriedhof, un cimitero situato nei boschi di Degerloch superando un dislivello di 87 metri.
Essa è come la Zahnradbahn una nota attrazione turistica e parte del trasporto pubblico permettendone l'uso con biglietti VVS, validi su Stadtbahn e S-Bahn.